# 由比質
由比 質（ゆひ ただす、明治3年11月20日（1871年1月10日） - 昭和5年（1930年）4月7日）は、日本の教育者。称号は従三位勲二等。

## 経歴
高知県土佐郡神田村（現・高知市）出身。第三高等学校を経て、1896年（明治29年）、東京帝国大学文科大学史学科を卒業。山口高等学校教授・舎監、千葉県千葉中学校校長、第五高等学校教授・生徒監、第三高等学校教授、松山高等学校校長、第七高等学校造士館校長を歴任した。
1930年（昭和5年）、鹿児島市で講演中に脳溢血で倒れて急逝。墓所は染井霊園1-イ-4-19。同所には兄である陸軍大将由比光衛の墓もあり、右側の墓石が質のものである。

## 親族
- 由比光衛 - 兄[3]。陸軍大将。